# ییتالی
ییتالی (انگلیسی: Eataly) شرکت خرده‌فروشی ایتالیایی است، که در سال ۲۰۱۰ توسط اوسکار فارینتی تأسیس شد.